# Gonzalo Martínez Ortega
Gonzalo Martínez Ortega (Camargo, Chihuahua, 27 de abril de 1934 - Cuernavaca, 2 de junio de 1998) fue un director, guionista y productor de cine y televisión mexicano.

## Juventud
Después de estudiar contaduría en México, viajó a la Unión Soviética para continuar sus estudios. Estudió durante siete años en el Instituto de Ciencias Cinematográficas de Moscú, graduándose como director de cine y televisión. Antes de regresar a México fue asistente de Igor Talankin en Chaykovskiy (1969).
Hizo sus primeras incursiones en el cine como extra. Entre otras actividades relacionadas con la industria cinematográfica, Gonzalo Martínez fue censor de cinematografía de RTC en 1960 y cofundador de Directores Asociados, S. A. en 1974. También fue fundador del programa Memoria Audiovisual de los Pueblos Indígenas del Instituto Nacional Indigenista (INI), para el que filmó a más de veinte grupos indígenas de todo el país.

## Vida familiar
Gonzalo Martínez Ortega es hermano de las actrices Socorro Bonilla, Evangelina Martínez y Alma Delfina, y el ya fallecido locutor Mario Iván Martínez, además de Luz Obdulia, Leopoldo, Guillermina, Rosa María y María Dora. Es tío de los también actores Evangelina Sosa, Roberto Sosa, Sergio Bonilla y Mario Iván Martínez.

## Muerte
Falleció el 2 de junio de 1998 a los 64 años tras un accidente vial en la carretera a Cuernavaca. Trascendió que el día del accidente le acababan de informar del fin de su exclusividad en Televisa.

## Películas

### Director
- 1973: El principio
- 1976: Longitud de guerra
- 1978: El jardín de los cerezos
- 1980: El Noa Noa
- 1980: Del otro lado del puente
- 1981: El testamento
- 1982: Es mi vida
- 1985: El hombre de la mandolina

### Guionista
- 1971: Siempre hay una primera vez
- 1973: El principio
- 1976: Longitud de guerra
- 1978: El jardín de los cerezos
- 1982: Es mi vida
- 1985: El hombre de la mandolina

### Actor
- 1970: Crates
- 1981: Que viva Tepito!
- 1983: El guerrillero del norte

### Director de fotografía
- 1987: Tal como somos
- 1989: Luz y sombra

## Series de televisión

### Director
- 1986: La gloria y el infierno
- 1986: El padre Gallo
- 1987: Tal como somos
- 1989: Luz y sombra
- 1994: Primera parte de El vuelo del águila, también actuó en ella en el papel de Francisco Villa.
- 1996: La antorcha encendida

### Guionista
- 1970: Homenaje a Leopoldo Méndez

### Productor
- 1982: Semana santa entre los mayos
- 1986: La gloria y el infierno
- 1989: Luz y sombra
- 1990: La fuerza del amor

## Reconocimientos
A lo largo de su carrera como director recibió algunos reconocimientos, como: el Ariel de Oro y seis Arieles de Plata (1974), entre ellos el de Mejor Dirección y Mejor Argumento Original por El principio (1972); y el primer lugar en el II Concurso de Guiones Cinematográficos de la Sociedad General de Escritores de México (SOGEM), también por El principio. El triunfo de esta película significó su entrada oficial a la industria nacional. Otras de sus películas también estuvieron nominadas a los Arieles, como Longitud de guerra (1975), la cual estuvo nominada para Mejor Película, Mejor Dirección, Mejor Argumento Original y Mejor Edición (Carlos Savage) en 1977. En 1997 la Sociedad Mexicana de Directores le otorgó la Medalla de Plata por 25 años de trayectoria.
A mediados de los ochenta, como parte de una encuesta sobre la ausencia de buenos guionistas de cine en México, Gonzalo Martínez cuestionó los alcances de los concursos de guiones.
Participó como actor en películas como Crates (Dir. Alfredo Joskowicz, 1970) y El guerrillero del norte (Dir. Francisco Guerrero, 1982-1983).

## Premios y nominaciones

### Premios TVyNovelas 1995
| Categoría                 | Persona                        | Resultado |
| ------------------------- | ------------------------------ | --------- |
| Mejor dirección de escena | El vuelo del águila Jorge Fons | Ganador   |

### Premios ACE New York 1996
| Categoría                           | Telenovela            | Resultado |
| ----------------------------------- | --------------------- | --------- |
| Mejor Programa Cultural Dramatizado | la antorcha encendida | Ganador   |